# Драгиша
Драгиша је мушко словенско име, изведено од имена Драго или Драгослав.

## Популарност
У Хрватској је током 20. века ово име било популарно, нарочито међу Србима, све до деведесетих година. У Словенији је ово име 2007. било на 475. месту по популарности.